# Renn, Liebling, Renn
Renn, Liebling, Renn (Originaltitel: Run Sweetheart Run)  ist ein US-amerikanischer Horrorfilm von Shana Feste, der im Januar 2020 beim Sundance Film Festival seine Premiere feierte.

## Handlung
Die alleinerziehende Mutter Shari ist erst begeistert von der Idee für ein Blind Date mit Ethan. Zunächst scheint er ebenso charmant und attraktiv, wie sein Foto es versprach. Doch lange kann Ethan seine wahre Natur nicht verbergen. Nachdem er ihr gegenüber gewalttätig geworden ist, kann Shari entkommen und streift zu Fuß durch die Straßen von Los Angeles, um irgendwie nach Hause zu gelangen. Sie muss aber feststellen, dass Ethan viel besser vernetzt und noch gewalttätiger ist, als sie glaubte.

## Produktion
Regie führte Shana Feste, die zusammen mit Keith Josef Adkins und Kellee Terrell auch das Drehbuch schrieb.
Ella Balinska übernahm die Rolle von Shari, Pilou Asbæk spielt ihr gewalttätiges Blind Date Ethan.
Eine erste Vorstellung des Films erfolgte am 27. Januar 2020 beim Sundance Film Festival. Im März 2020 sollte er beim Filmfestival South by Southwest gezeigt werden. Wenige Tage vor Beginn des Festivals wurde dieses aufgrund der Coronavirus-Pandemie auf einen unbekannten Zeitpunkt verschoben, somit auch die Vorstellung des Films. Im Mai 2020 wurde bekannt, dass sich die Amazon Studios die Rechte am Film sicherten.
Der Film wurde nach über zwei Jahren am 28. Oktober 2022 auf Prime Video unter dem Titel Renn, Liebling, Renn veröffentlicht.

## Altersfreigabe
In den USA erhielt der Film von der MPAA ein R-Rating, was einer Freigabe ab 17 Jahren entspricht.